# Santos Marquina
Santos Marquina is een gemeente in de Venezolaanse staat Mérida. De gemeente telt 19.500 inwoners. De hoofdplaats is Tabay.